# Юпюя, Рагнар
Рагнар Амандус Юпюя (при рождении Андерсон, фин. Ragnar Amandus Ypyä; 20 мая 1900, Гельсингфорс — 5 октября 1980, Стокгольм или Хельсинки) — финский архитектор шведского происхождения, представитель функционализма.

## Биография
Родился в семье ювелира, в 1920 году получил среднее образование в Хельсинкском финском лицее. В 1928 году окончил архитектурное отделение Технического института в Хельсинки. Обучение совмещал с работой в архитектурном бюро А. Аалто в 1924-1925 годах, а с 1926 — с выполнением проектов по заказу Министерства обороны Финляндии и службой преподавателем в Сапёрном училище. В этот период спроектировал, в частности, здания и сооружения на военно-воздушной базе Суур-Мерийоки.
Был женат дважды. Вместе со второй женой, Мартой Мартикайнен-Юпюя, в 1936 году учредил архитектурное бюро в Выборге, и впоследствии совместно с супругой выполнил несколько десятков проектов, занимавших призовые места в архитектурных конкурсах. С переездом У. Ульберга в Хельсинки в 1936 году занял освободившийся пост городского архитектора Выборга. В этой должности спроектировал ряд зданий и сооружений общественного назначения, таких, как здание коммерческого и навигационного училища.
Руководил работами по превращению Восточно-Выборгских укреплений на Батарейной горе в парк, который должен был включить комплекс зданий учреждений здравоохранения, учебные корпуса, а также спортивно-концертный комплекс (в преддверии Олимпийских игр, которые планировалось провести в Финляндии). Все эти проекты не были завершены по причине советско-финских войн. Заметным элементом недостроенного комплекса больничных зданий стала Выборгская женская клиника, при этом часовня для отпевания прослужила по первоначальному назначению недолго; начавшееся в 1939 году строительство школьного здания на 1000 учеников, призванного стать второй по величине школой Финляндии, так и не было закончено, а проекты дворца спорта и концертного зала остались на бумаге.
Лишившись поста выборгского городского архитектора в результате советско-финляндской войны (1939—1940), Рагнар Юпюя в 1940 году переехал в Хельсинки, где некоторое время проработал в Главном строительном управлении, а затем поступил на службу главным архитектором Министерства обороны в звании инженер-капитана. В ходе Великой Отечественной войны с 1942 года снова занял пост городского архитектора Выборга, окончательно покинув его в 1944 году по итогам советско-финских войн. После войны занимался частной практикой в Хельсинки, стал профессором Хельсинкского технического института. По проектам Рагнара Юпюя построены многочисленные здания в различных городах, в том числе Стокгольме и Копенгагене.

## Изображения

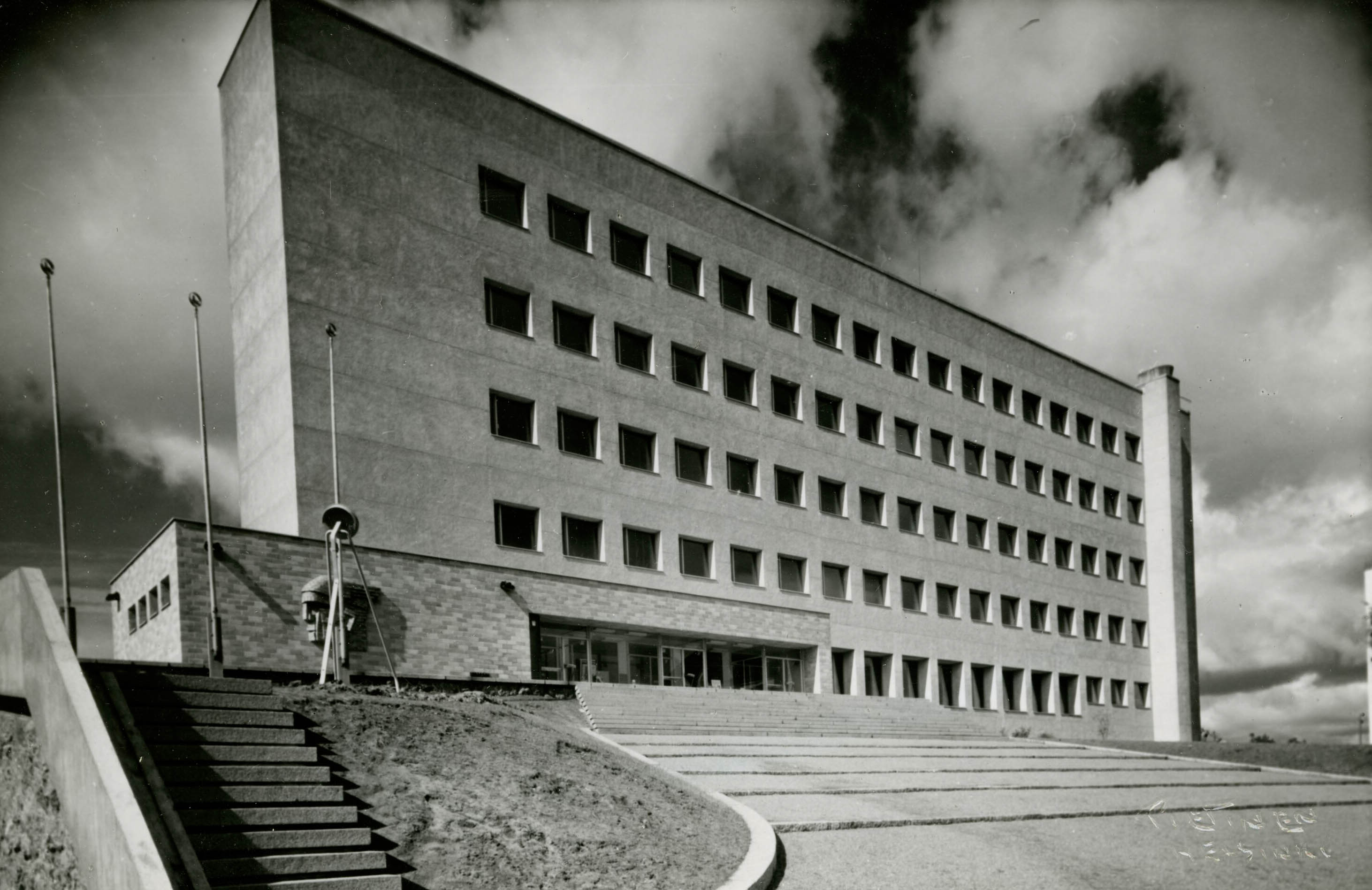
Здание коммерческого и навигационного училища в Выборге (1938)
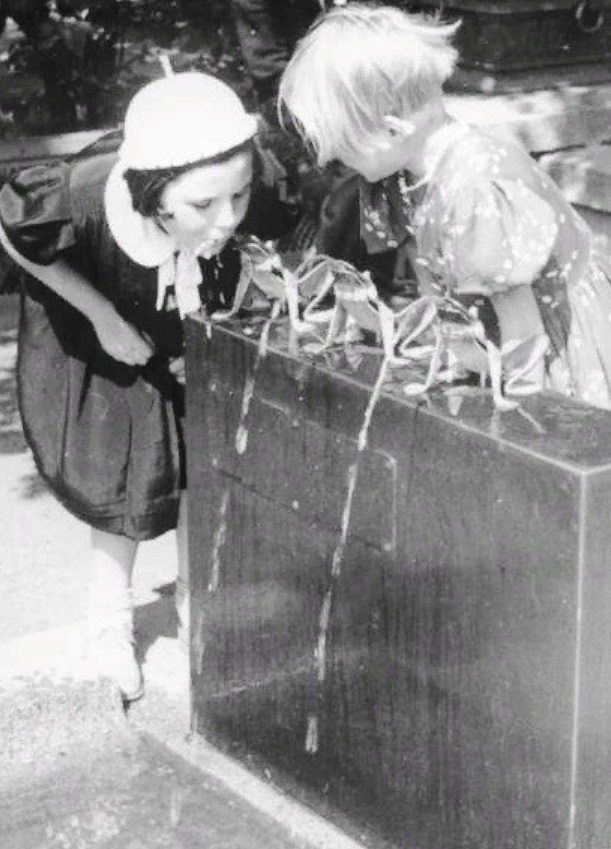
Питьевой фонтанчик «Лягушки» (Выборг, 1939)
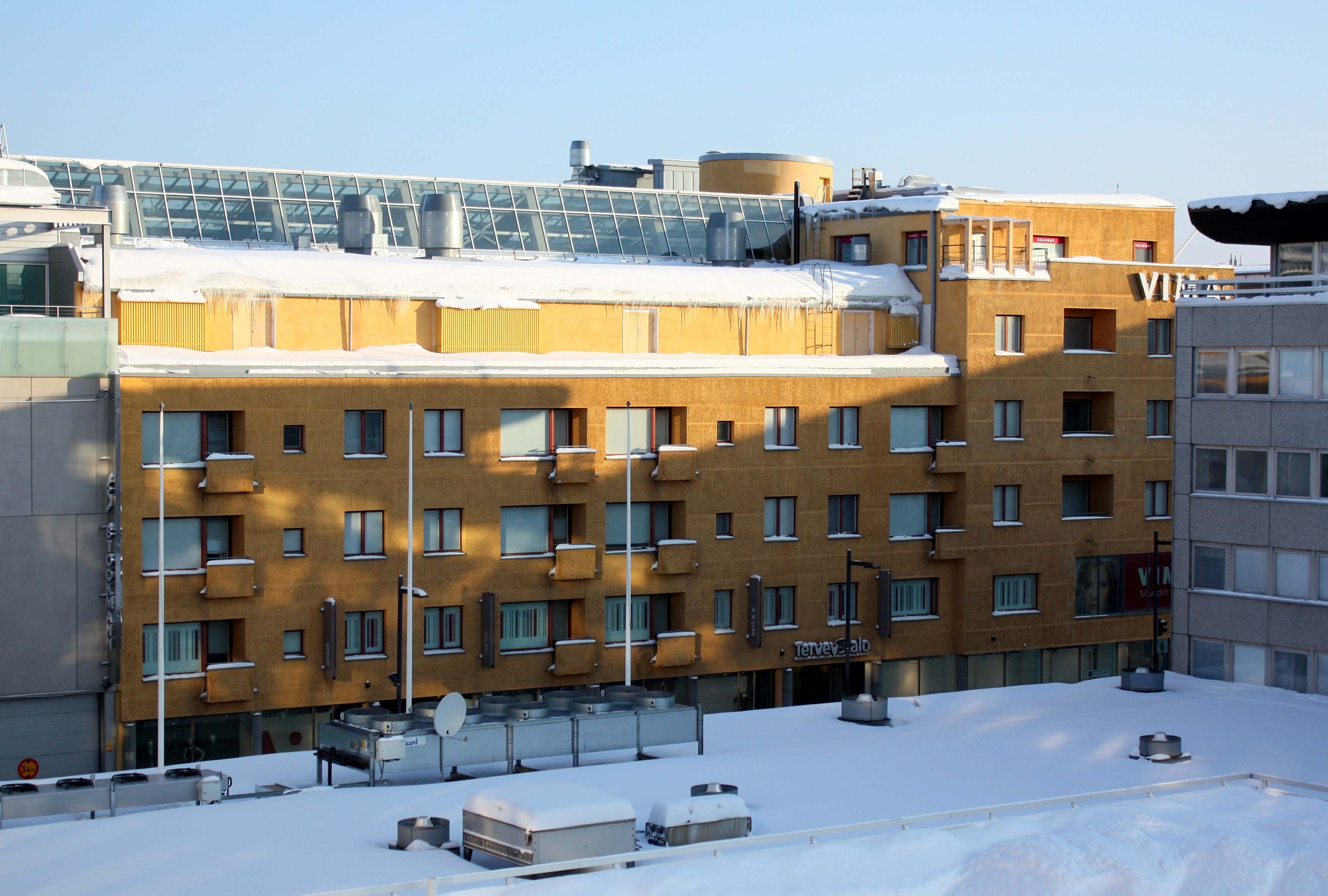
Жилой дом с коммерческими помещениями (Оулу, 1947)
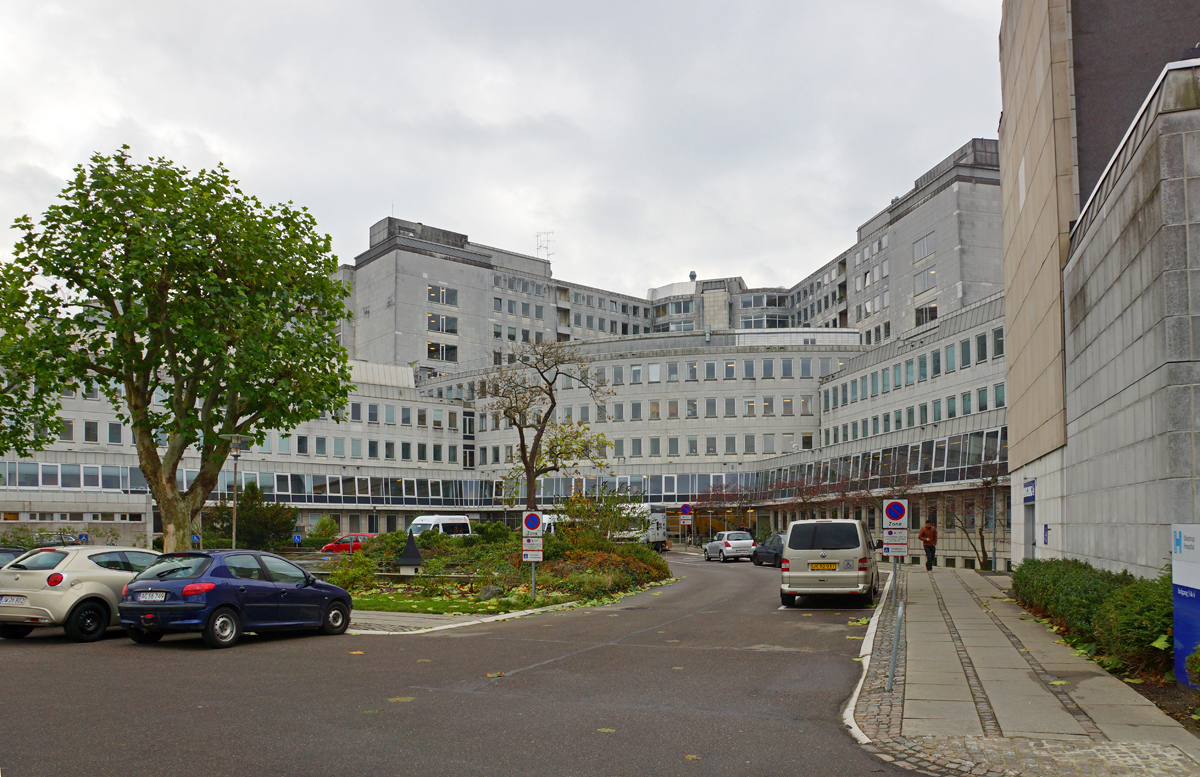
Больница (Копенгаген, 1950)
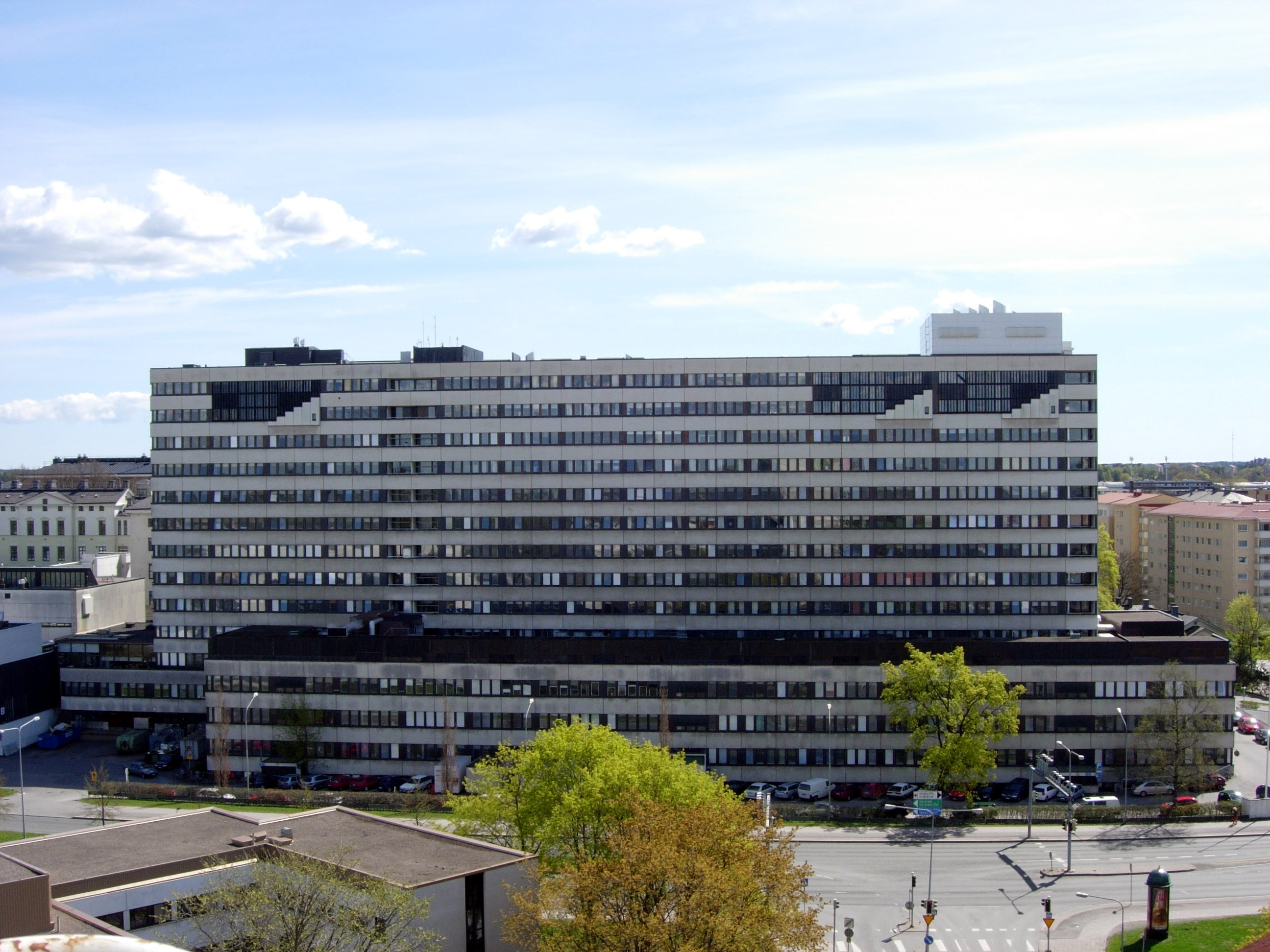
Больница (Турку, 1955)